# Alps Hockey League 2023-2024
L'Alps Hockey League 2023-2024 è l'ottava stagione organizzata dall'Alps Hockey League (acronimo AHL), torneo sovranazionale fondato nel 2016 che vede iscritti team italiani, austriaci e sloveni.

## Squadre
Il numero di squadre iscritte è salito a sedici: tutte confermate le quindici compagini della stagione precedente, si è aggiunto un nuovo team sloveno, l'HK Celje. I campioni in carica dello HDD Jesenice avevano fatto richiesta di iscrizione alla ICE Hockey League, ma avevano poi ritirato la domanda; hanno successivamente presentato richiesta di iscrizione all'Alps Hockey, che è stata accettata nonostante fosse stata presentata in ritardo.
| Club                       | Paese    | Regione             | Città                    | Arena                        | Capacità    | Esordio in AHL |
| -------------------------- | -------- | ------------------- | ------------------------ | ---------------------------- | ----------- | -------------- |
| EC KAC 2                   | Austria  | Carinzia            | Klagenfurt am Wörthersee | Stadthalle Klagenfurt        | 5.088       | 2016-17        |
| EC Red Bull Salzburg 2     | Austria  | Salisburghese       | Salisburgo               | Eisarena Salzburg            | 3.200       | 2016-17        |
| EK Zell am See             | Austria  | Salisburghese       | Zell am See              | Eishalle Zell am See         | 3.200       | 2016-17        |
| EC Kitzbühel               | Austria  | Tirolo              | Kitzbühel                | Sportpark Kapserbrücke       | 1.700       | 2016-17        |
| EHC Lustenau               | Austria  | Vorarlberg          | Lustenau                 | Rheinhalle                   | 2.200       | 2016-17        |
| EHC Bregenzerwald          | Austria  | Vorarlberg          | Dornbirn                 | Messestadion Dornbirn        | 4.270       | 2016-17        |
| Steel Wings Linz           | Austria  | Alta Austria        | Linz                     | KeineSorgen EisArena         | 4.865       | 2019-20        |
| SG Cortina                 | Italia   | Veneto              | Cortina d'Ampezzo        | Stadio Olimpico del Ghiaccio | 2.700       | 2016-17        |
| HC Merano                  | Italia   | Trentino-Alto Adige | Merano                   | MeranArena                   | 3.500       | 2021-22        |
| WSV Sterzing Broncos       | Italia   | Trentino-Alto Adige | Vipiteno                 | Weihenstephan Arena          | 1.700 2.500 | 2016-17        |
| Ritten Sport               | Italia   | Trentino-Alto Adige | Collalbo                 | Arena Ritten                 | 1.200       | 2016-17        |
| HC Fassa                   | Italia   | Trentino-Alto Adige | Alba di Canazei          | Gianmario Scola              | 3.500       | 2016-17        |
| HC Gherdëina               | Italia   | Trentino-Alto Adige | Selva di Val Gardena     | Pranives                     | 2.000       | 2016-17        |
| Hockey Unterland Cavaliers | Italia   | Trentino-Alto Adige | Egna                     | WürthArena                   | 1.200       | 2022-23        |
| HK Celje                   | Slovenia | Savinjska           | Celje                    | Mestni Park                  | 700         | esordiente     |
| HDD Jesenice               | Slovenia | Alta Carniola       | Jesenice                 | Športna dvorana Podmežakla   | 5.500       | 2016-17        |

## Formula
La stagione regolare viene svolta con un girone di andata e ritorno. Le prime sei squadre classificate al termine della prima fase avranno accesso al Master Round, mentre le altre 10 verranno distribuite nei due gironi di Qualification Round. Nella seconda fase tutte le squadre riceveranno un bonus di punti, determinato dalla posizione in classifica al termine della prima fase.
I gironi di Master Round e Qualification Round si svolgeranno anch'essi con la formula del girone di andata e ritorno.
Le squadre del Master Round hanno accesso diretto ai play-off; le prime due classificate di ciascun girone di Qualification Round disputeranno invece i pre-playoff con una serie al meglio dei tre incontri, con la prima di ciascun girone che affronterà la seconda dell'altro.
Tutti e tre i turni di play-off si giocheranno al meglio dei sette incontri.

## Regular season

### Incontri
| Casa | Trasferta          | Trasferta    | Trasferta          | Trasferta          | Trasferta          | Trasferta          | Trasferta          | Trasferta          | Trasferta          | Trasferta          | Trasferta          | Trasferta          | Trasferta          | Trasferta          | Trasferta          | Trasferta          |
| Casa | Bregenzerwald      | Celje        | Cortina            | Fassa              | Gherdëina          | Jesenice           | Klagenfurt         | Kitzbühel          | Linz               | Lustenau           | Merano             | Renon              | Salisburgo         | Unterland          | Vipiteno           | Zell am See        |
| --- | ------------------ | ------------ | ------------------ | ------------------ | ------------------ | ------------------ | ------------------ | ------------------ | ------------------ | ------------------ | ------------------ | ------------------ | ------------------ | ------------------ | ------------------ | ------------------ |
| Bregenzerwald | –                  | 7:4 referto  | 2:3 d.t.r. referto | 5:1 referto        | 3:2 d.t.s. referto | 6:2 referto        | 7:2 referto        | 3:2 referto        | 4:5 d.t.s. referto | 5:1 referto        | 4:8 referto        | 5:4 d.t.s. referto | 3:1 referto        | 3:0 referto        | 1:0 referto        | 5:2 referto        |
| Celje | 3:2 d.t.s. referto | –            | 1:7 referto        | 7:2 referto        | 5:2 referto        | 2:3 d.t.r. referto | 5:4 d.t.s. referto | 2:3 referto        | 4:1 referto        | 4:3 referto        | 1:4 referto        | 0:4 referto        | 2:5 referto        | 2:3 referto        | 2:4 referto        | 2:4 referto        |
| Cortina | 1:4 referto        | 5:3 referto  | –                  | 3:2 referto        | 6:4 referto        | 6:5 referto        | 5:1 referto        | 10:0 referto       | 3:1 referto        | 5:3 referto        | 5:1 referto        | 5:4 d.t.r. referto | 3:4 referto        | 3:4 d.t.s. referto | 2:4 referto        | 0:3 referto        |
| Fassa Falcons | 4:3 d.t.r. referto | 4:2 referto  | 3:2 d.t.s. referto | –                  | 3:4 referto        | 1:8 referto        | 6:2 referto        | 7:3 referto        | 5:1 referto        | 4:2 referto        | 3:0 referto        | 1:4 referto        | 3:7 referto        | 4:3 d.t.s. referto | 4:3 d.t.r. referto | 3:5 referto        |
| Gherdëina | 6:5 referto        | 3:1 referto  | 0:2 referto        | 4:3 d.t.r. referto | –                  | 2:5 referto        | 3:1 referto        | 7:3 referto        | 3:4 d.t.s. referto | 3:5 referto        | 6:3 referto        | 2:8 referto        | 3:5 referto        | 4:8 referto        | 4:3 d.t.s. referto | 1:9 referto        |
| HDD Jesenice | 4:3 d.t.s. referto | 6:1 referto  | 4:3 referto        | 1:2 d.t.r. referto | 1:6 referto        | –                  | 7:1 referto        | 0:1 d.t.s. referto | 4:0 referto        | 6:3 referto        | 5:1 referto        | 4:1 referto        | 6:2 referto        | 2:5 referto        | 5:4 d.t.s. referto | 4:1 referto        |
| KAC Future Team | 5:2 referto        | 3:5 referto  | 3:2 d.t.r. referto | 0:9 referto        | 6:1 referto        | 5:2 referto        | –                  | 5:1 referto        | 0:2 referto        | 3:7 referto        | 2:5 referto        | 1:5 referto        | 2:4 referto        | 5:4 referto        | 1:3 referto        | 1:9 referto        |
| Kitzbühel | 3:7 referto        | 6:4 referto  | 2:1 d.t.r. referto | 6:0 referto        | 1:3 referto        | 2:1 referto        | 5:2 referto        | –                  | 3:1 referto        | 4:5 d.t.s. referto | 10:1 referto       | 2:4 referto        | 5:4 referto        | 4:3 d.t.r. referto | 5:2 referto        | 1:2 d.t.r. referto |
| Steel Wings Linz | 3:5 referto        | 2:1 referto  | 6:1 referto        | 3:5 referto        | 4:5 d.t.s. referto | 3:5 referto        | 4:0 referto        | 5:4 referto        | –                  | 3:4 referto        | 4:3 d.t.s. referto | 1:8 referto        | 0:3 referto        | 2:1 d.t.r. referto | 3:2 referto        | 2:3 d.t.s. referto |
| Lustenau | 6:4 referto        | 2:4 referto  | 2:3 d.t.r. referto | 4:1 referto        | 6:2 referto        | 2:1 d.t.s. referto | 6:2 referto        | 4:3 d.t.s. referto | 3:2 referto        | –                  | 7:10 referto       | 3:7 referto        | 3:5 referto        | 2:3 referto        | 4:5 referto        | 4:5 referto        |
| Merano | 2:4 referto        | 5:0 referto  | 4:3 referto        | 5:4 d.t.r. referto | 1:6 referto        | 5:2 referto        | 4:1 referto        | 4:5 referto        | 5:4 d.t.s. referto | 5:6 referto        | –                  | 3:2 referto        | 1:8 referto        | 8:4 referto        | 4:0 referto        | 2:5 referto        |
| Ritten-Renon | 5:3 referto        | 4:2 referto  | 5:0 referto        | 5:2 referto        | 3:1 referto        | 5:3 referto        | 3:2 referto        | 4:1 referto        | 3:2 referto        | 1:3 referto        | 6:3 referto        | –                  | 4:2 referto        | 3:2 referto        | 6:5 d.t.r. referto | 3:0 referto        |
| RB Hockey Jr. | 5:4 referto        | 4:2 referto  | 0:2 referto        | 8:3 referto        | 4:2 referto        | 1:4 referto        | 6:1 referto        | 2:4 referto        | 2:1 d.t.s. referto | 4:2 referto        | 6:2 referto        | 3:4 d.t.s. referto | –                  | 4:1 referto        | 2:4 referto        | 3:2 d.t.r. referto |
| Unterland Cavaliers | 3:5 referto        | 10:2 referto | 3:4 d.t.r. referto | 4:1 referto        | 1:2 referto        | 1:4 referto        | 7:1 referto        | 2:4 referto        | 3:4 d.t.r. referto | 6:5 d.t.s. referto | 6:1 referto        | 1:0 referto        | 6:8 referto        | –                  | 4:3 d.t.s. referto | 4:5 referto        |
| Vipiteno Broncos | 2:0 referto        | 3:0 referto  | 2:5 referto        | 3:2 referto        | 6:5 referto        | 6:1 referto        | 5:2 referto        | 5:2 referto        | 4:2 referto        | 8:2 referto        | 5:2 referto        | 2:4 referto        | 3:2 referto        | 8:0 referto        | –                  | 5:6 referto        |
| Zell am See | 4:1 referto        | 6:1 referto  | 2:5 referto        | 5:6 d.t.r. referto | 2:3 d.t.s. referto | 3:2 d.t.s. referto | 3:2 referto        | 4:3 d.t.r. referto | 4:2 referto        | 4:3 referto        | 2:5 referto        | 4:3 referto        | 4:3 d.t.s. referto | 2:3 referto        | 3:2 referto        | –                  |
| d.t.s. – dopo tempi supplementari; d.t.r. – dopo tiri di rigore |                    |              |                    |                    |                    |                    |                    |                    |                    |                    |                    |                    |                    |                    |                    |                    |
| Tutte le partite fra squadre italiane sono valide anche per l'Italian Hockey League - Serie A 2023-2024; tutte le partite fra squadre austriache sono valide anche per il campionato austriaco di seconda serie. |                    |              |                    |                    |                    |                    |                    |                    |                    |                    |                    |                    |                    |                    |                    |                    |

### Classifica
| Pos. | Squadra             | Pt | G  | V  | VOT | POT | P  | GF  | GS  | DR  |
| ---- | ------------------- | -- | -- | -- | --- | --- | -- | --- | --- | --- |
| 1.   | Ritten-Renon        | 69 | 30 | 21 | 2   | 2   | 5  | 122 | 68  | +54 |
| 2.   | Zell am See         | 61 | 30 | 16 | 5   | 3   | 6  | 113 | 84  | +29 |
| 3.   | RB Hockey Jr.       | 57 | 30 | 17 | 2   | 2   | 9  | 117 | 86  | +31 |
| 4.   | Vipiteno Broncos    | 56 | 30 | 17 | 0   | 5   | 8  | 111 | 85  | +26 |
| 5.   | Bregenzerwald       | 54 | 30 | 15 | 2   | 5   | 8  | 115 | 93  | +22 |
| 6.   | Cortina             | 54 | 30 | 14 | 4   | 4   | 8  | 105 | 82  | +23 |
| 7.   | HDD Jesenice        | 52 | 30 | 14 | 3   | 4   | 9  | 107 | 84  | +23 |
| 8.   | Kitzbühel           | 46 | 30 | 12 | 3   | 4   | 11 | 98  | 104 | -6  |
| 9.   | Unterland Cavaliers | 41 | 30 | 10 | 3   | 5   | 12 | 105 | 105 | 0   |
| 10.  | Merano              | 41 | 30 | 12 | 2   | 1   | 15 | 107 | 126 | -19 |
| 11.  | Gherdëina           | 40 | 30 | 10 | 4   | 2   | 14 | 99  | 117 | -18 |
| 12.  | Lustenau            | 38 | 30 | 10 | 3   | 2   | 15 | 112 | 122 | -10 |
| 13.  | Fassa Falcons       | 38 | 30 | 8  | 6   | 2   | 14 | 98  | 112 | -14 |
| 14.  | Steel Wings Linz    | 32 | 30 | 6  | 5   | 4   | 15 | 77  | 100 | -23 |
| 15.  | Celje               | 23 | 30 | 6  | 2   | 1   | 21 | 74  | 121 | -47 |
| 16.  | KAC Future Team     | 18 | 30 | 5  | 1   | 1   | 23 | 66  | 137 | -71 |

Criteri in caso di arrivo a pari punti:
Punti ottenuti, miglior differenza reti e maggior numero di reti segnate negli scontri diretti ed eventualmente maggior numero di vittorie complessive determinano il piazzamento in classifica in caso di eguale punteggio.
Legenda:

      Ammesse al master round
      Ammesse al girone di qualificazione A
      Ammesse al girone di qualificazione B

## Seconda fase

### Master round

#### Incontri
| Casa                                                            | Trasferta     | Trasferta          | Trasferta          | Trasferta          | Trasferta   | Trasferta          |
| Casa                                                            | Bregenzerwald | Cortina            | Renon              | Salisburgo         | Vipiteno    | Zell am See        |
| --------------------------------------------------------------- | ------------- | ------------------ | ------------------ | ------------------ | ----------- | ------------------ |
| Bregenzerwald                                                   | –             | 4:3 d.t.s. referto | 2:3 referto        | 2:4 referto        | 2:0 referto | 2:3 d.t.s. referto |
| Cortina                                                         | 2:4 referto   | –                  | 6:4 referto        | 3:2 referto        | 3:0 referto | 5:0 referto        |
| Ritten-Renon                                                    | 4:3 referto   | 4:3 d.t.s. referto | –                  | 2:1 referto        | 5:2 referto | 6:1 referto        |
| RB Hockey Jr.                                                   | 7:0 referto   | 0:1 referto        | 1:3 referto        | –                  | 4:2 referto | 3:0 referto        |
| Vipiteno Broncos                                                | 6:3 referto   | 4:3 d.t.s. referto | 6:7 d.t.s. referto | 5:3 referto        | –           | 1:4 referto        |
| Zell am See                                                     | 5:2 referto   | 1:4 referto        | 2:5 referto        | 1:2 d.t.s. referto | 2:6 referto | –                  |
| d.t.s. – dopo tempi supplementari; d.t.r. – dopo tiri di rigore |               |                    |                    |                    |             |                    |

#### Classifica
| Pos. | Squadra          | Pt | G  | V | VOT | POT | P | GF | GS | DR  |
| ---- | ---------------- | -- | -- | - | --- | --- | - | -- | -- | --- |
| 1.   | Ritten-Renon     | 29 | 10 | 7 | 2   | 0   | 1 | 43 | 27 | +16 |
| 2.   | Cortina          | 21 | 10 | 6 | 0   | 3   | 1 | 33 | 23 | +13 |
| 3.   | RB Hockey Jr.    | 16 | 10 | 4 | 1   | 0   | 5 | 27 | 19 | +8  |
| 4.   | Vipiteno Broncos | 13 | 10 | 3 | 1   | 1   | 5 | 32 | 36 | -4  |
| 5.   | Zell am See      | 12 | 10 | 2 | 1   | 1   | 6 | 19 | 36 | -17 |
| 6.   | Bregenzerwald    | 9  | 10 | 2 | 1   | 1   | 6 | 24 | 37 | -13 |

### Girone di qualificazione A

#### Incontri
| Casa                                                            | Trasferta   | Trasferta   | Trasferta          | Trasferta          | Trasferta   |
| Casa                                                            | Celje       | Gherdëina   | Jesenice           | Linz               | Merano      |
| --------------------------------------------------------------- | ----------- | ----------- | ------------------ | ------------------ | ----------- |
| Celje                                                           | –           | 2:4 referto | 1:2 referto        | 4:3 d.t.s. referto | 3:6 referto |
| Gherdëina                                                       | 3:6 referto | –           | 5:1 referto        | 6:1 referto        | 3:5 referto |
| HDD Jesenice                                                    | 4:6 referto | 5:7 referto | –                  | 7:1 referto        | 6:1 referto |
| Steel Wings Linz                                                | 2:4 referto | 1:4 referto | 3:2 d.t.s. referto | –                  | 2:4 referto |
| Merano                                                          | 5:4 referto | 3:4 referto | 4:0 referto        | 2:7 referto        | –           |
| d.t.s. – dopo tempi supplementari; d.t.r. – dopo tiri di rigore |             |             |                    |                    |             |

#### Classifica
| Pos. | Squadra          | Pt | G | V | VOT | POT | P | GF | GS | DR  |
| ---- | ---------------- | -- | - | - | --- | --- | - | -- | -- | --- |
| 1.   | Gherdëina        | 20 | 8 | 6 | 0   | 0   | 2 | 36 | 24 | +12 |
| 2.   | Merano           | 18 | 8 | 5 | 0   | 0   | 3 | 30 | 29 | +1  |
| 3.   | HDD Jesenice     | 16 | 8 | 3 | 0   | 1   | 4 | 27 | 28 | -1  |
| 4.   | Celje            | 11 | 8 | 3 | 1   | 0   | 4 | 30 | 29 | +1  |
| 5.   | Steel Wings Linz | 6  | 8 | 1 | 1   | 1   | 5 | 20 | 33 | -13 |

Legenda:

      Ammesse ai pre play-off
      Eliminate

### Girone di qualificazione B

#### Incontri
| Casa                                                            | Trasferta   | Trasferta   | Trasferta   | Trasferta   | Trasferta          |
| Casa                                                            | Fassa       | Klagenfurt  | Kitzbühel   | Lustenau    | Unterland          |
| --------------------------------------------------------------- | ----------- | ----------- | ----------- | ----------- | ------------------ |
| Fassa Falcons                                                   | –           | 5:2 referto | 4:6 referto | 6:7 referto | 1:3 referto        |
| KAC Future Team                                                 | 2:3 referto | –           | 1:6 referto | 3:1 referto | 7:1 referto        |
| Kitzbühel                                                       | 5:2 referto | 6:1 referto | –           | 4:0 referto | 4:3 d.t.r. referto |
| Lustenau                                                        | 7:3 referto | 7:2 referto | 6:4 referto | –           | 3:1 referto        |
| Unterland Cavaliers                                             | 7:5 referto | 3:0 referto | 4:1 referto | 5:4 referto | –                  |
| d.t.s. – dopo tempi supplementari; d.t.r. – dopo tiri di rigore |             |             |             |             |                    |

#### Classifica
| Pos. | Squadra             | Pt | G | V | VOT | POT | P | GF | GS | DR  |
| ---- | ------------------- | -- | - | - | --- | --- | - | -- | -- | --- |
| 1.   | Kitzbühel           | 22 | 8 | 5 | 1   | 0   | 2 | 36 | 21 | +15 |
| 2.   | Unterland Cavaliers | 20 | 8 | 5 | 0   | 1   | 2 | 27 | 25 | +2  |
| 3.   | Lustenau            | 16 | 8 | 5 | 0   | 0   | 3 | 35 | 28 | +7  |
| 4.   | KAC Future Team     | 7  | 8 | 2 | 0   | 1   | 5 | 18 | 32 | -14 |
| 5.   | Fassa Falcons       | 5  | 8 | 1 | 1   | 0   | 6 | 29 | 39 | -10 |

Legenda:

      Ammesse ai pre play-off
      Eliminate

## Pre play-off

### Tabellone
|  | Finale |           |   |    |   |  |
|  |        |           |   |    |   |  |
|  | 1A     | Kitzbühel | 3 | 3† | 1 |  |
|  | 2B     | Merano    | 6 | 2  | 2 |  |

|  | Finale |                     |                     |   |   |  |
|  |        |                     |                     |   |   |  |
|  | 1B     | Gherdëina           | Gherdëina           | 2 | 2 |  |
|  | 2A     | Unterland Cavaliers | Unterland Cavaliers | 4 | 7 |  |

Legenda: †: terminata ai tempi supplementari

## Play-off

### Pick
Nel pick le squadre classificate ai primi tre posti del Master Round hanno potuto scegliere la propria avversaria ai quarti di finale. Il Renon ha indicato il Bregenzerwald; il Cortina ha optato per il Merano; il Red Bull Salisburgo Jr. ha scelto l'Unterland; l'ultimo accoppiamento è quindi stato quello tra Vipiteno e Zell am See.

### Tabellone
|  | Quarti di finale | Quarti di finale    | Quarti di finale | Quarti di finale | Quarti di finale | Quarti di finale | Quarti di finale | Quarti di finale | Quarti di finale |               |                  | Semifinali | Semifinali | Semifinali | Semifinali | Semifinali | Semifinali | Semifinali | Semifinali | Semifinali |  |   | Finali       | Finali | Finali | Finali | Finali | Finali | Finali | Finali | Finali |  |  |
|  |                  |                     |                  |                  |                  |                  |                  |                  |                  |               |                  |            |            |            |            |            |            |            |            |            |  |   |              |        |        |        |        |        |        |        |        |  |  |
|  | 1                | Ritten-Renon        | 4                | 2†               | 5                | 2                | 4                |                  |                  |               |                  |            |            |            |            |            |            |            |            |            |  |   |              |        |        |        |        |        |        |        |        |  |  |
|  | 6                | Bregenzerwald       | 1                | 1                | 0                | 5                | 3                |                  |                  |               |                  |            |            |            |            |            |            |            |            |            |  |   |              |        |        |        |        |        |        |        |        |  |  |
|  | 6                | Bregenzerwald       | 1                | 1                | 0                | 5                | 3                |                  | 1                | Ritten-Renon  | 4                | 2          | 2          | 2          | 6          | 3†         | 3          |            |            |            |  |   |              |        |        |        |        |        |        |        |        |  |  |
|  |                  |                     |                  |                  |                  |                  |                  |                  |                  | Ritten-Renon  | 4                | 2          | 2          | 2          | 6          | 3†         | 3          |            |            |            |  |   |              |        |        |        |        |        |        |        |        |  |  |
|  |                  | 4                   | Vipiteno Broncos | 2                | 4                | 4                | 4                | 3                | 2                | 1             |                  |            |            |            |            |            |            |            |            |            |  |   |              |        |        |        |        |        |        |        |        |  |  |
|  | 4                | 4                   | Vipiteno Broncos | 2                | 4                | 4                | 4                | 3                | 2                | 1             | Vipiteno Broncos | 5†         | 4†         | 5          | 3          |            |            |            |            |            |  |   |              |        |        |        |        |        |        |        |        |  |  |
|  | 4                |                     |                  |                  |                  |                  |                  |                  |                  |               | Vipiteno Broncos | 5†         | 4†         | 5          | 3          |            |            |            |            |            |  |   |              |        |        |        |        |        |        |        |        |  |  |
|  | 5                | Zell am See         | 4                | 3                | 2                | 2                |                  |                  |                  |               |                  |            |            |            |            |            |            |            |            |            |  |   |              |        |        |        |        |        |        |        |        |  |  |
|  |                  |                     |                  |                  |                  |                  |                  |                  |                  |               |                  |            |            |            |            |            |            |            |            |            |  | 1 | Ritten-Renon | 3      | 5†     | 3      | 3      |        |        |        |        |  |  |
|  |                  |                     | 2                | Cortina          | 1                | 4                | 1                | 0                |                  |               |                  |            |            |            |            |            |            |            |            |            |  |   |              |        |        |        |        |        |        |        |        |  |  |
|  | 2                | Cortina             | 5                | 5                | 2                | 4†               | 3                |                  |                  |               |                  |            |            |            |            |            |            |            |            |            |  |   |              |        |        |        |        |        |        |        |        |  |  |
|  | PP               | Merano              | 1                | 0                | 4                | 3                | 2                |                  |                  |               |                  |            |            |            |            |            |            |            |            |            |  |   |              |        |        |        |        |        |        |        |        |  |  |
|  | PP               | Merano              | 1                | 0                | 4                | 3                | 2                |                  | 2                | Cortina       | 2                | 3          | 2          | 4          | 7          | 3†         |            |            |            |            |  |   |              |        |        |        |        |        |        |        |        |  |  |
|  |                  |                     |                  |                  |                  |                  |                  |                  |                  | Cortina       | 2                | 3          | 2          | 4          | 7          | 3†         |            |            |            |            |  |   |              |        |        |        |        |        |        |        |        |  |  |
|  |                  | 3                   | RB Hockey Jr.    | 3†               | 2                | 3†               | 1                | 3                | 2                |               |                  |            |            |            |            |            |            |            |            |            |  |   |              |        |        |        |        |        |        |        |        |  |  |
|  | 3                | 3                   | RB Hockey Jr.    | 3†               | 2                | 3†               | 1                | 3                | 2                | RB Hockey Jr. | 3†               | 0          | 7          | 3          | 4          |            |            |            |            |            |  |   |              |        |        |        |        |        |        |        |        |  |  |
|  | 3                |                     |                  |                  |                  |                  |                  |                  |                  | RB Hockey Jr. | 3†               | 0          | 7          | 3          | 4          |            |            |            |            |            |  |   |              |        |        |        |        |        |        |        |        |  |  |
|  | PP               | Unterland Cavaliers | 1                | 3                | 1                | 2                | 0                |                  |                  |               |                  |            |            |            |            |            |            |            |            |            |  |   |              |        |        |        |        |        |        |        |        |  |  |

Legenda: †= partita terminata ai tempi supplementari

### Incontri

#### Quarti di finale

##### Gara 1
| Arbitri: | Miha Bajt Jakob Schauer |

| |           |                           |
| Giacomuzzi (Ginnetti, S. Kostner) 3:01 Spinell (S. Kostner) 7:13 Valentini (Lang, Amorosa) 8:20 Prast (J. Kostner, S. Kostner) 34:45 | Marcatori | 53:15 Lipsbergs (Embrich) |

| Arbitri: | Alexander Hlavaty Christian Voican |

| |           | |
| Livingston (Cianfrone) 0:30 Eisendle (Sanvido, Maylan) 41:58 Sanvido (Gschliesser, Conci) 55:53 Topatigh (Capannelli, Livingston) 57:08 Conci (Cianfrone, Niccolai) 62:37 | Marcatori | 0:46 Putnik (Alagic, Lahoda) 5:01 Hartl (Böhm, Artner) 20:35 Hartl (Widen, Artner) 43:38 Pfeffer (Hartl, Artner) |

| Arbitri: | Miha Bulovec Gregor Rezek |

| |           |                                  |
| R. Lacedelli (Adami) 3:55 Seed (Zardini Lacedelli, Alverà) 19:10 Traversa (Cuglietta, Di Tomaso) 21:41 Traversa (Juhola, L. Zanatta) 50:51 Alverà (Zardini Lacedelli, Colli) 51:28 | Marcatori | 13:39 Anderson (Gellon, Ritchie) |

| Arbitri: | Julia Kainberger Alex Lazzeri |

|                                                                                          |           |                                                                        |
| Vinzens (Wurzer, Bosecker) 34:36 Ramoser (Myllymaa) 59:49 Vinzens (Noll, Steffler) 72:28 | Marcatori | 20:33 Käyrä (Nyman, Markkula) 27:00 D. Galassiti (Wieser, M. Sullmann) |

##### Gara 2
| Arbitri: | Tobias Holzer Turo Virta |

|                                      |           |                                           |
| Kulintsev (Pöschmann, Fässler) 31:07 | Marcatori | 27:30 Szypula 75:27 Hjort (Lobis, Coatta) |

| Arbitri: | Adam Brock Miha Bulovec |

| |           | |
| Paulweber (Alagic, Altuhov) 7:58 Altmann (Widen, Paulweber) 35:04 Seppänen (Wilenius, Widen) 36:58 | Marcatori | 16:28 Livingston (Capannelli, Messner) 38:07 Zandegiacomo (Brunner, Zecchetto) 50:32 Livingston (Conci, Cianfrone) 64:27 Livingston (Conci, Cianfrone) |

| Arbitri: | Alex Lazzeri Stephan Orel |

|  |           | |
|  | Marcatori | 13:09 Traversa (Doherty, L. Zanatta) 16:24 Juhola (Cuglietta) 25:34 Adami (Di Tomaso, Sanna) 39:07 Adami (Doherty, Parini) 52:25 Traversa (Larcher, Cuglietta) |

| Arbitri: | Omar Pinié Gregor Rezek |

|                                                                                             |           |  |
| Girardi (Kaufmann, Egger) 4:33 Girardi (Nyman, Markkula) 8:11 Käyrä (Markkula, Nyman) 57:17 | Marcatori |  |

##### Gara 3
| Arbitri: | Julia Kainberger Jakob Schauer |

| |           |  |
| Insam (Spinell, Ginnetti) 5:38 Lobis (Fink, Coatta) 6:58 Insam (Giacomuzzi, Ginnetti) 16:13 Spinell 39:19 Quinz (Spinell, Giacomuzzi) 55:53 | Marcatori |  |

| Arbitri: | Alex Lazzeri Stephan Orel |

| |           |                                                                  |
| Topatigh (Cianfrone, Conci) 11:34 Gschliesser (Conci, Sanvido) 35:00 Capannelli (Hackhofer, Livingston) 43:47 Conci (Sanvido) 49:16 Capannelli (Cianfrone, Topatigh) 52:47 | Marcatori | 17:19 Putnik (Seppänen, Jennes) 37:14 Altmann (Dinhopel, Berger) |

| Arbitri: | Miha Bajt Omar Pinié |

|                                                                                    |           | |
| Alverà (Zardini Lacedelli, Doherty) 1:51 Doherty (Zardini Lacedelli, Alverà) 36:02 | Marcatori | 29:50 Ritchie (Garreffa, Gellon) 32:31 Gellon (Ritchie, Anderson) 55:26 Thaler (Borgatello, Ricci) 58:53 Gareffa (Ritchie, Ricci) |

| Arbitri: | Alexander Hlavaty Turo Virta |

| |           |                               |
| Vinzens (Steffler, Wimmer) 32:19 Krening (Cernik, Murnieks) 36:58 Murnieks (Krening, Ramoser) 43:14 Ramoser (Murnieks, Krening) 45:21 Wurzer 52:07 Zelenov (Myllymaa, Wimmer) 55:45 Myllymaa (Vinzens, Wimmer) 57:39 | Marcatori | 36:05 Käyrä (Nyman, Markkula) |

##### Gara 4
| Arbitri: | Adam Brock Omar Pinié |

| |           |                                                         |
| Embrich (Tschofen, Kulintsev) 27:21 Kulintsev (Tschofen, Embrich) 30:56 Lipsbergs (Tschofen, Wempe) 33:28 Embrich (Mußbacher) 56:36 Lipsbergs (Tschofen, Ossipov) 57:51 | Marcatori | 11:35 Lobis (Coatta, Hjort) 38:09 Hjort (Lobis, Coatta) |

| Arbitri: | Miha Bulovec Alexander Hlavaty |

|                                                              |           | |
| Berger (Dinhopel, Wohlfahrt) 9:38 Böhm (Artner, Hartl) 35:53 | Marcatori | 7:01 Conci (Brunner, Sanvido) 38:07 Cianfrone (Livingston, Capannelli) 38:36 Zandegiacomo (Maylan, Zecchetto) |

| Arbitri: | Julia Kainberger Jakob Schauer |

| |           | |
| Anderson (Ritchie, Garreffa) 17:16 Ritchie (Anderson, Makarov) 54:34 McNally (Ritchie, Gareffa) 57:11 | Marcatori | 44:34 Di Tomaso (Cuglietta, Juhola) 48:22 Doherty (R. Lacedelli, Traversa) 59:01 Traversa (Doherty, Di Tomaso) 60:26 Doherty (Traversa) |

| Arbitri: | Tobias Holzer Stephan Orel |

|                                                                |           |                                                                                            |
| Markkula (Käyrä, Nyman) 4:33 Brighenti (Hällfors, Curti) 16:56 | Marcatori | 14:40 Krening (Ramoser, Murnieks) 18:10 Wurzer (Vinzens) 24:00 Ramoser (Krening, Murnieks) |

##### Gara 5
| Arbitri: | Jakob Schauer Turo Virta |

| |           |                                                                                            |
| Szypula (Amorosa, Insam) 0:25 Szypula (Marzolini, Coatta) 33:38 Hjort (Amorosa, Szypula) 49:09 Öhler (Prast, Amorosa) 53:08 | Marcatori | 15:24 Pöschmann (Wempe, Eme) 21:22 Metzler (Pöschmann) 37:30 Tschofen (Embrich, Lipsbergs) |

| Arbitri: | Stephan Orel Gregor Rezek |

| |           |                                                             |
| Juhola (L. Zanatta, Cuglietta) 6:12 Cuglietta (Di Tomaso, R. Lacedelli) 37:00 R. Lacedelli (Doherty, Parini) 46:20 | Marcatori | 7:29 Thaler (Borgatello, Beber) 31:43 Garreffa (Borgatello) |

| Arbitri: | Miha Bajt Alexander Hlavaty |

| |           |  |
| Zelenov (Myllymaa, Devin Steffler) 18:05 Murnieks (Zelenov, Ramoser) 31:53 Ramoser ( Wimmer, Krening) 36:05 Krening (Ramoser, Murnieks) 47:09 | Marcatori |  |

#### Semifinali

##### Gara 1
| Arbitri: | Tobias Holzer Jakob Schauer |

| |           |                                                                         |
| Spinell (Insam) 5:58 Szypula (Amorosa, Hjorth) 20:19 Lobis (Szypula, Coatta) 52:07 Lang (Prast, J. Kostner) 53:25 | Marcatori | 27:27 Conci (Sanvido, Hackhofer) 28:51 Maylan (Zecchetto, Zandegiacomo) |

| Arbitri: | Miha Bajt Miha Bulovec |

|                                                          |           |                                                                                        |
| Traversa (Alverà) 50:46 Sanna (Cuglietta, Doherty) 59:56 | Marcatori | 10:36 Myllymaa (Schreiner) 24:33 Myllymaa (Schreiner, Assavolyuk) 97:17 Ramoser (Wolf) |

##### Gara 2
| Arbitri: | Alex Lazzeri Omar Pinié |

| |           |                                                                   |
| Cianfrone (Niccolai, Conci) 30:59 Livingston (Topatigh, Cianfrone) 36:22 Niccolai (Gschliesser, Sanvido) 54:26 Zecchetto (Sorauf, Maylan) 54:53 | Marcatori | 16:22 R. Öhler (Quinz, Amorosa) 23:28 Prast (J. Kostner, Amorosa) |

| Arbitri: | Alexander Hlavaty Gregor Rezek |

|                                                                   |           | |
| Vinzens (Steffler, Myllymaa) 50:46 Hörl (Krening, Murnieks) 41:02 | Marcatori | 25:25 Di Tomaso (Doherty, Hawkey) 27:29 Traversa (Doherty, L. Zanatta) 38:35 Parini (Traversa, Doherty) |

##### Gara 3
| Arbitri: | Miha Bajt Miha Bulovec |

|                                                     |           | |
| S. Kostner (Fink, Coatta) 0:45 Hjorth (Insam) 50:24 | Marcatori | 19:51 Cianfrone (Topatigh, Capannelli) 25:51 Sanvido (Hackhofer, Maylan) 54:43 Sanvido (Gschliesser, Conci) 58:20 Conci (Sanvido, Gschliesser) |

| Arbitri: | Tobias Holzer Jakob Schauer |

|                                                                             |           |                                                                                              |
| Cuglietta (Di Tomaso, Juhola) 18:45 L. Zanatta (Di Tomaso, Cuglietta) 43:53 | Marcatori | 0:53 Zelenov (Krening, Myllymaa) 24:33 Ramoser (Murnieks, Zelenov) 71:56 Steffler (Myllymaa) |

##### Gara 4
| Arbitri: | Alexander Hlavaty Omar Pinié |

| |           |                                                               |
| Conci (Cianfrone, Topatigh) 16:41 Conci (Niccolai, Sanvido) 34:06 Conci (Livingston, Capannelli) 46:12 Gschliesser (Capannelli, Conci) 54:07 | Marcatori | 12:50 Szypula (J. Kostner, Lobis) 22:45 Graf (Prast, Amorosa) |

| Arbitri: | Alex Lazzeri Gregor Rezek |

|                                    |           | |
| Vinzens (Steffler, Schreier) 18:52 | Marcatori | 8:41 Toffoli (Di Tomaso, F. Pompanin) 20:49 Doherty (Colli, Di Tomaso) 43:24 Doherty (Cuglietta, Traversa) 58:46 Adami (Juhola, Sanna) |

##### Gara 5
| Arbitri: | Miha Bulovec Tobias Holzer |

| |           | |
| Prast (M. Öhler) 21:56 Lobis (Ginnetti, Giacomuzzi) 26:42 Lobis (Hjorth, Spinell) 28:05 Coatta (Amorosa, S. Kostner) 31:34 Spinell (M. Öhler) 38:54 Amorosa (Insam, Furlong) 59:53 | Marcatori | 42:46 Cianfrone (Topatigh, Capannelli) 53:46 Conci (Topatigh, Cianfrone) 42:46 Cianfrone (Niccolai, Capannelli) |

| Arbitri: | Miha Bajt Jakob Schauer |

| |           |                                                   |
| Cuglietta (Doherty, Di Tomaso) 4:29 R. Lacedelli (Toffoli) 29:18 Juhola (Zardini Lacedelli, Cuglietta) 29:58 Cuglietta (Juhola, L. Zanatta) 31:12 Cuglietta (Doherty) 35:49 Sanna (Seed, Alverà) 36:25 Di Tomaso (Doherty, Cuglietta) 38:29 | Marcatori | 9:10Schreiner (Ramoser) 28:04 Ramoser (Schreiner) |

##### Gara 6
| Arbitri: | Omar Pinié Gregor Rezek |

|                                                              |           |                                                                                |
| Conci (Sanvido) 18:09 Planatscher (Mantinger, Brunner) 30:19 | Marcatori | 9:51 Insam (Amorosa, Coatta) 14:02 Quinz (M. Öhler) 100:16 Coatta (S. Kostner) |

| Arbitri: | Alexander Hlavaty Alex Lazzeri |

|                                                                             |           | |
| Steffler (Baumann, Cernik) 16:13 Schreiner (Steffler, Vasili Zelenov) 45:30 | Marcatori | 25:32 Cuglietta (Di Tomaso, L. Zanatta) 57:15 Doherty (L. Zanatta, Di Tomaso) 68:13 Cuglietta (Larcher, Di Tomaso) |

##### Gara 7
| Arbitri: | Alex Lazzeri Jakob Schauer |

| |           |                         |
| Amorosa (M. Öhler, S. Kostner) 2:45 Spinell> (Ginnetti, Graf) 26:00 Insam (Giacomuzzi, Spinell) 27:43 | Marcatori | 56:47 Conci (Cianfrone) |

#### Finale

##### Gara 1
| Arbitri: | Miha Bulovec Tobias Holzer |

|                                                                        |           |                                    |
| Coatta (S. Kostner, Ginnetti) 31:54 M. Öhler (Insam) 51:32 Prast 59:30 | Marcatori | 46:34 Barnabò (Di Tomaso, Toffoli) |

##### Gara 2
| Arbitri: | Alexander Hlavaty Gregor Rezek |

| |           | |
| Adami (R. Lacedelli) 14:48 Di Tomaso (Traversa, Doherty) 32:14 Barnabò (Colli, Di Tomaso) 32:57 Di Tomaso (Cuglietta, Doherty) 50:16 | Marcatori | 2:07 Graf (R. Öhler, Insam) 15:44 M. Öhler (Insam, Marzolini) 37:58 Fink (Szypula, Amorosa) 59:38 Coatta (S. Kostner, Szypula) 93:07 Lobis (Szypula, Ginnetti) |

##### Gara 3
| Arbitri: | Alex Lazzeri Jakob Schauer |

|                                                                                               |           |                                      |
| Coatta (S. Kostner) 20:17 Szypula (J. Kostner, Spinell) 28:41 S. Kostner (Fink, Coatta) 58:34 | Marcatori | 30:18 Doherty (Cuglietta, Di Tomaso) |

##### Gara 4
| Arbitri: | Miha Bulovec Gregor Rezek |

|  |           |                                                    |
|  | Marcatori | 36:02 Hjort 57:44 J. Kostner (Spinell) 59:55 Prast |

Il Renon, già vincitore della prima edizione, ha vinto per la seconda volta il titolo.

## Premi e riconoscimenti

### MVP
I giornalisti specializzati hanno eletto MVP della stagione il giocatore del Merano Calder Anderson; alle sue spalle, Anthony DeLuca del Gherdëina e Colin Furlong del Renon.